# Raffaele Stern

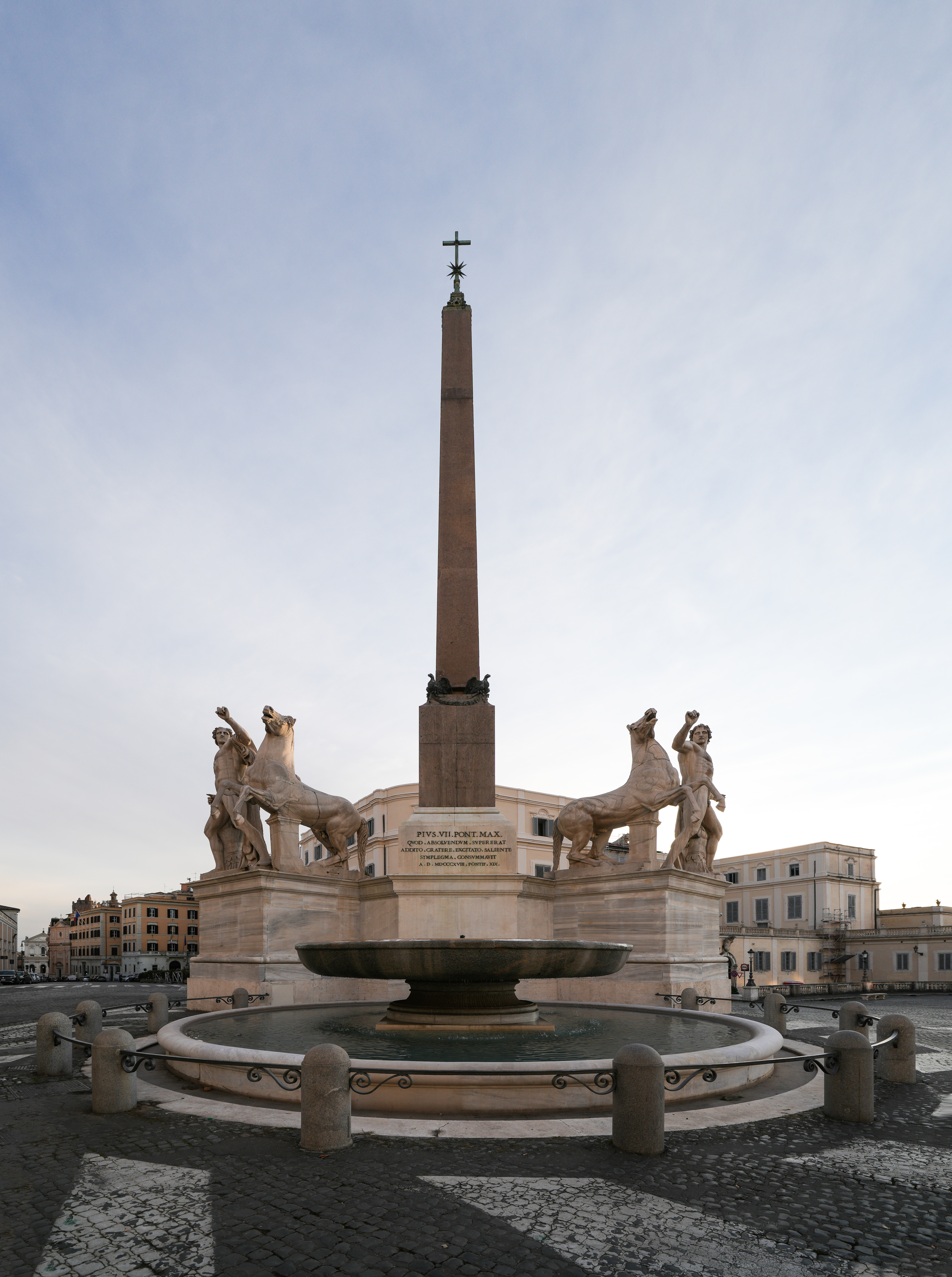
De Fontana dei Dioscuri door Raffaele Stern

Raffaele Stern (Rome, 1774 - aldaar, 1820) was een Italiaans architect. Zijn vorming in de bouwkunst kreeg hij door bestudering van Winckelmanns classicistische en neoclassicistische beginselen. Hij maakte in 1805-1806 een ontwerp voor een nieuwe vleugel van de Vaticaanse musea, de zogenaamde 'Braccio Nuovo' (Nieuwe Vleugel), dat hij mocht uitvoeren in 1817. Hij werd in 1814 benoemd tot Architect van het Apostolisch Paleis (architect van de paus) en werkte vervolgens - in opdracht van de paus - aan de  restauratie van het Colosseum en de Boog van Titus. Dit werk werd later voortgezet door Giuseppe Valadier. Hij heeft in 1818 een nieuwe Fontana dei Dioscuri gebouwd, tegenover de Palazzo del Quirinale, in opdracht van Paus Pius VII. Dit monumentale fonteinontwerp bestaat onder andere uit een Romeinse granieten schelp (gevonden omstreeks 1500) boven op een groot bekken. Een van zijn leerlingen was Luigi Poletti.
- Gemeinsame Normdatei: 11727710X
- International Standard Name Identifier: 0000 0001 1743 8672
- Union List of Artist Names: 500015497
- Virtual International Authority File: 13080904
- WorldCat: E39PBJh8MpgGKrKMmrDYr8qmh3